# Матузка (пещера)
Пещера Матузка — пещера в Апшеронском районе Краснодарского края, археологический памятник. Её исследования позволили получить важнейшие сведения о заселении Северного Кавказа неандертальцами в период от 130 до 35 тыс. лет назад.

## Местоположение
Пещера Матузка расположена в 27 км от хутора Гуамка на относительной высоте около 80 метров над уровнем реки Матузка (приток реки Пшехи), в правом борту каньона и на абсолютной высоте около 720 м над уровнем моря у северного края Лагонакского плато.
Пещерная полость шириной 35 м, глубиной 40 м и высотой у входа 20 м открывается на юго-запад. Пещера выработана в верхнеюрских известняках.

## История изучения
Как археологический памятник пещера Матузка была открыта в 1985 году. С 1986 г. с перерывами исследования памятника проводятся под руководством Л. В. Головановой, в 2008—2010 гг. — под руководством В. Б. Дороничева.
В разные годы в изучении пещеры Матузка принимали участие геоморфолог С. А. Несмеянов, палеонтологи Г. Ф. Барышников и О. Р. Потапова, палинолог Г. М. Левковская и другие специалисты.

## Результаты исследований
В нижних культурных слоях 5Б-7 пещеры Матузка выделены самые древние на Северо-Западном Кавказе мустьерские комплексы. Они свидетельствуют о заселении региона в период от 130 до 75 тыс. л. н. Проведенные в пещере Матузка исследования показали, что климат и растительность менялись от степной до широколиственных лесов с экзотами. В слое 5Б был найден уникальный бифасиальный листовидный наконечник, сделанный из окремнённого известняка.
В позднеплейстоценовых слоях 5Б и 6 пещеры Матузка найдено два зуба гоминид. Фрагмент зуба из слоя 5В, по определению А. А. Зубова, относится к неандертальцам.
Важным этапом заселения пещеры был период формирования слоя 4В. Материалы этого слоя находят аналогии в индустриях Мезмайской пещеры.
В верхних мустьерских слоях (датируются от ок. 54 до 40 тыс. л. н.) найдены индустрии, близкие индустриям хостинского типа Северо-Восточного Причерноморья. В период накопления верхних мустьерских слоев 3А, 3В и 3С пещеры Матузка зафиксировано сильное похолодание климата. Среди орудий исследователи отмечают леваллуазские острия с ретушированными ударными площадками.
Выходы качественного сырья, в первую очередь кремня, рядом с пещерой Матузка отсутствуют. Дефицит качественных пород заставлял древнего человека использовать менее качественное сырье, в первую очередь известняк, выходы которого имеются непосредственно в пещере. Древний человек активно использовал такие породы как песчаник, алевролит, сланец, лимонит, также приносился кремень. Первичное расщепление на стоянках в пещере Матузка практически не велось. В пещеру доставлялись уже готовые к использованию изделия. По мнению Е. В. Дороничевой, дефицит пригодного для расщепления высококачественного сырья, в первую очередь кремневого, способствовал тому, что в пещере Матузка всегда существовали кратковременные стоянки древнего человека.
В фаунистических коллекциях пещеры Матузка определено около 40 видов из 7 отрядов млекопитающих. Из отряда парнокопытных в пещере Матузка было выделено 5 видов: кавказского козла (Capra caucasica), благородного оленя (Cervus elaphus L.), бизона (Bison sp.), кроме того в слое 6 была найдена копытная фаланга носорога (Dicerorhinus sp.) — это первая подобная находка для среднего палеолита Кавказа. Остатки птиц принадлежат 35 видам из 7 отрядов. Из них 13 видов впервые стали известны для плейстоценовой фауны Кавказа.